# 金沙河水库
金沙河水库是中国湖北省黄冈市红安县境内的一座水库，位于倒水支流金水河上，建于1965年。水库正常库容为10640万立方米，集雨面积为108平方千米，海拔为71.6米。